# Misgolas
Misgolas là một chi nhện trong họ Idiopidae.

## Hình ảnh

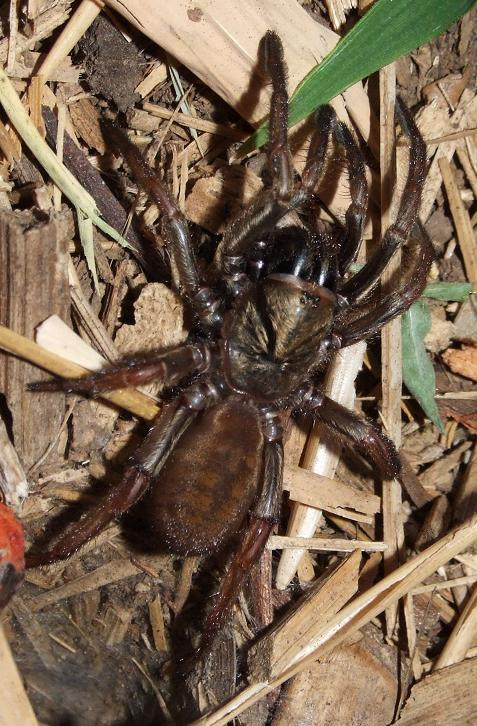